# هیروشی آبه
هیروشی آبه (انگلیسی: Hiroshi Abe؛ زادهٔ ۲۲ ژوئن ۱۹۶۴) یک هنرپیشه، و مدل (شخص) اهل ژاپن است.
از فیلم‌ها یا برنامه‌های تلویزیونی که وی در آن نقش داشته است می‌توان به گودزیلا ۲۰۰۰، شکلات، ایسوروکو، پس از توفان اشاره کرد.

## گزیده فیلم شناسی
- گودزیلا ۲۰۰۰ (۱۹۹۹)
- هانا و آلیس (۲۰۰۴)
- شمشیر امپراتور (۲۰۰۷)
- شکلات (فیلم ۲۰۰۸) (۲۰۰۸)
- همچنان قدم‌زنان (۲۰۰۸)
- ایسوروکو (۲۰۱۱)
- زاکوروزاکا نو آدائوچی (۲۰۱۴)
- پس از توفان (۲۰۱۷)
- باغ ساکورا در شمال (۲۰۱۸)
- سامورایی کک‌جمع‌کن (۲۰۱۸)